# Ouville-l'Abbaye
Ouville-l'Abbaye é uma comuna francesa na região administrativa da Normandia, no departamento de Sena Marítimo. Estende-se por uma área de 7,34 km². Em 2010 a comuna tinha 673 habitantes (densidade: 91,7 hab./km²).